# Жданівська сільська рада (Лубенський район)
Жданівська сільська рада — колишній орган місцевого самоврядування у Лубенському районі Полтавської області з центром у c. Ждани.

## Населені пункти
Сільраді були підпорядковані населені пункти:
- c. Ждани

## Населення
Згідно з переписом УРСР 1989 року чисельність наявного населення сільської ради становила 1930 осіб, з яких 812 чоловіків та 1118 жінок.
За переписом населення України 2001 року в сільській раді мешкало 998 осіб.

### Мова
Розподіл населення за рідною мовою за даними перепису 2001 року:
| Мова       | Відсоток |
| ---------- | -------- |
| українська | 99,10 %  |
| російська  | 0,80 %   |
| румунська  | 0,10 %   |